# Hypomecis xylopterata
Hypomecis xylopterata är en fjärilsart som beskrevs av Pieter Cornelius Tobias Snellen 1895. Hypomecis xylopterata ingår i släktet Hypomecis och familjen mätare. Inga underarter finns listade i Catalogue of Life.